# Серакиб
Серакиб (араб. سراقب‎) — город на северо-западе Сирии, расположенный на территории мухафазы Идлиб. Входит в состав района Идлиб.

## Географическое положение
Город находится в восточной части мухафазы, на расстоянии приблизительно 15 километров к юго-востоку от Идлиба, административного центра провинции и на расстоянии 260 километров к северо-северо-востоку (NNE) от Дамаска, столицы страны. Абсолютная высота — 370 метров над уровнем моря.

## Гражданская война в Сирии
Весной 2011 в городе начались волнения, позже подавленные сирийскими силовиками. В начале марта 2012 года Серакиб был занят силами Свободной сирийской армии (ССА). 25 марта того же года Сирийская арабская армия после штурма восстановила контроль над городом. Однако 2 ноября, в ходе наступления ССА, правительственные войска были выбиты из города.
В июле 2017 года в ходе конфликта между повстанцами, из Серакиба была выбиты силы т. н. «умеренной» группировки Ахрар аш-Шам и город был захвачен боевиками террористический группировки Хайят Тахрир аш-Шам.
По состоянию на февраль 2018 года, после взятия аэродрома Абу-эд-Духур, сирийская армия продолжала продвигаться по направлению к городу.
5 февраля 2020 года город был взят Сирийской арабской армией и перешёл под контроль сирийского правительства, однако 24 февраля правительственные войска были выбиты из города боевиками сирийской оппозиции при поддержке ВС Турции. 2 марта 2020 года сирийские правительственные войска вернули контроль над городом.

## Демография
По оценочным данным 2013 года численность населения составляла 39 901 человека.
Динамика численности населения города по годам:
| 2003   | 2013   |
| ------ | ------ |
| 31 627 | 39 901 |

## Транспорт
Ближайший гражданский аэропорт расположен в городе Халеб.